# HRA Pharma
HRA Pharma é uma companhia farmacêutica de origem francesa estabelecida em 1996. Distinta por sua especialização em medicamentos contraceptivos, entre eles a pílula dos 5 dias, sob a marca ellaOne, foi fundada por Ph.D. André Ulmann, um profissional de saúde com especialização em saúde reprodutiva e experiência na indústria farmacêutica. Produziu seu primeiro produto em 1999, o NorLevo (levonorgestrel), de distribuição mundial. A empresa está espalhada pela Europa com filiais na França, Alemanha, Itália, Espanha e Reino Unido. Além de produtos relacionados com a saúde da mulher, produz medicamentos ligados a área de endocrinologia.

## Marcas
- Norlevo
- ellaOne
- Cicatridine
- Divina
- Duova
- GyMiso
- Mona Lisa
- Lysodren
- Lysosafe
- Bemedrex
- Deprenyl